# 苟安
| 姓名         | 苟安      |
| 出身地       | -         |
| 職官         | 都尉      |
| 陣営・所属等 | 劉禅→曹叡 |
| 家族・一族   | -         |

苟 安（こう あん）は、中国の通俗歴史小説『三国志演義』に登場する架空の人物。
蜀漢の李厳に仕える都尉として、『演義』第100回に登場。前線で戦う諸葛亮のために、永安から兵糧を送り届ける任務に与ったが、苟安は酒に飲み耽って日限を10日も過ぎてしまう。しかも、「敵に兵糧を奪われてはならないと考えた」と言い訳したため、諸葛亮は怒り、これを斬首に処そうとする。しかし楊儀が、「李厳が兵糧を送ってこなくなる」と諌めたため、死刑から罰棒80回に減じられている。
死を免れながらも、苟安は罰を受けたことに恨みを覚え、魏に降ってしまう。司馬懿から成都で諸葛亮を陥れる流言をなすよう命じられ、苟安は成都で宦官たちに諸葛亮が謀反を企んでるとの讒言を触れ回る。その結果、宦官たちの上奏を受けた劉禅までもこれを信じ、諸葛亮を前線から呼び戻す事態となる。諸葛亮は帰国後、事実を知って苟安を捕えようとしたが、すでに魏に逃げ込んだ後であり、宦官たちについて誅殺または追放の処分をとっている。
なお、この後に登場する蜀漢の武将・句安は、苟安と別人であり、この人物は実在する。